# 死んだ女の住所録
『死んだ女の住所録』（原題: Fame Is the Name of the Game）はアメリカのテレビ映画である。『ネーム・オブ・ザ・ゲーム』のパイロット版として、1966年にNBCで放送された。アンソニー・フランシオサ扮する主人公のルポライターが、住所録を元に、ある女性の自殺の真相に迫る。当時20歳のスーザン・セント・ジェームズがこの作品でデビューを飾っている。他にジル・セントジョン、ジャック・クラグマン、ロバート・デュヴァルが出演。1949年に公開された、アラン・ラッド主演の『恐喝の街』のリメイク作品。

## キャスト
- ジェフ・ディロン：アンソニー・フランシオサ
- レオナ・パーディ：ジル・セント・ジョン
- ベン・ウエルカム：ジャック・クラグマン
- グレン・ハワード：ジョージ・マクレディ
- グリフィン：ジャック・ウェストン
- ペギー・マックスウェル：スーザン・セント・ジェームズ
- クルイクシャンク：リー・ボウマン
- エディ・フランショット：ロバート・デュヴァル
- ディジー・シェイナー：ジェイ・C・フリッペン
- 刑事：ニコラス・コラサント

## スタッフ
- 製作：ロナルド・マクドゥーガル
- 監督：スチュアート・ローゼンバーグ
- 編集：エドワード・W・ウィリアムズ
- 音楽：ベニー・カーター、スタンリー・ウィルソン